# Польский Прометей
«По́льский Промете́й» (фр. Le Prométhée polonais), также «По́льский Промете́й, и́ли Аллего́рия на побеждённую По́льшу» (фр. Le Prométhée polonais ou Allégorie de la Pologne vaincue) — картина французского художника Ораса Верне, написанная им в 1831 году. Находится в коллекции Польской библиотеки в Париже (Франция).

## Контекст
Ты ж, братскою стрелой пронзе́нный,

Судеб свершая приговор,

Ты пал, орел одноплеменный,

На очистительный костер!

Верь слову русского народа:

Твой пепл мы свято сбережём,

И наша общая свобода,

Как феникс, зародится в нём.

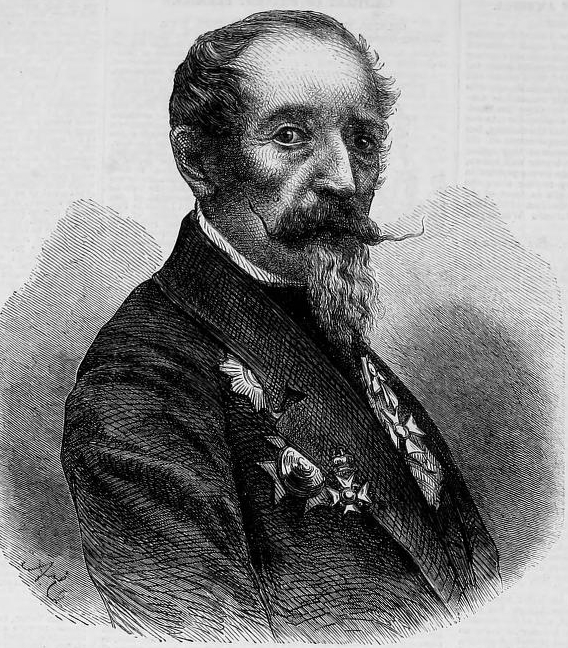
Орас Верне

Французский художник Орас Верне (1789—1863) был сторонником польской независимости, противником царской власти и, следовательно, попытался на своей картине изобразить аллегорию ноябрьского восстания, предпринятого поляками против власти Российской империи, но окончившегося неудачей. Поводом для восстания, начавшегося в ночь с 29 на 30 ноября 1830 года, была политика российского императора Николая I, нарушавшего польскую конституцию 1815 года, поддерживавшего цензуру и преследовавшего Патриотическое общество. Военный губернатор Царства Польского, великий князь Константин, смог бежать, а само восстание стало неожиданностью для имперских властей, предпринявших несколько попыток договориться с восставшими. К императору в Санкт-Петербург с посольской миссией прибыл Франциск-Ксаверий Друцкий-Любецкий, в то время как в Варшаве уже было создано Временное правительство во главе с Адамом Чарторыйским, а председателем Патриотического общества стал Иоахим Лелевель, требовавший немедленного начала военных действий против русской армии. Ввиду этого Николай I ввёл военное положение на польских землях и послал Ивана Дибича-Забалканского подавить восстание. Превосходящие силы русской армии подавили сопротивление поляков к 21 октября 1831 года, во многом благодаря пассивности самих же восставших, в частности диктатора восстания Иосифа Хлопицкого. Последствия подавления восстания были значительными: автономия Царства Польского ликвидирована, местные парламент и органы власти упразднены, польское высшее образование отменено, а 11 тысяч человек, в основном представителей интеллигенции, покинули свою родину, уехав в том числе и во Францию, однако их идеи проложили путь к восстанию 1863 года. Впоследствии Вячеслав Иванов писал, что именно в Париже зародился польский мессианизм, навеянный величием Адама Мицкевича, перекликающийся с идеей славянской, выраженной в стихотворении Фёдора Тютчева «На взятие Варшавы в 1831 году», в котором он, поражённый польским восстанием и братоубийственной войной, по мнению Леонида Гроссмана, выразил представлявшуюся ему мысль о необходимости принесённых жертв, об их исторической необходимости ради «собирания славян» и сохранения «целости державы».

## Тема и композиция

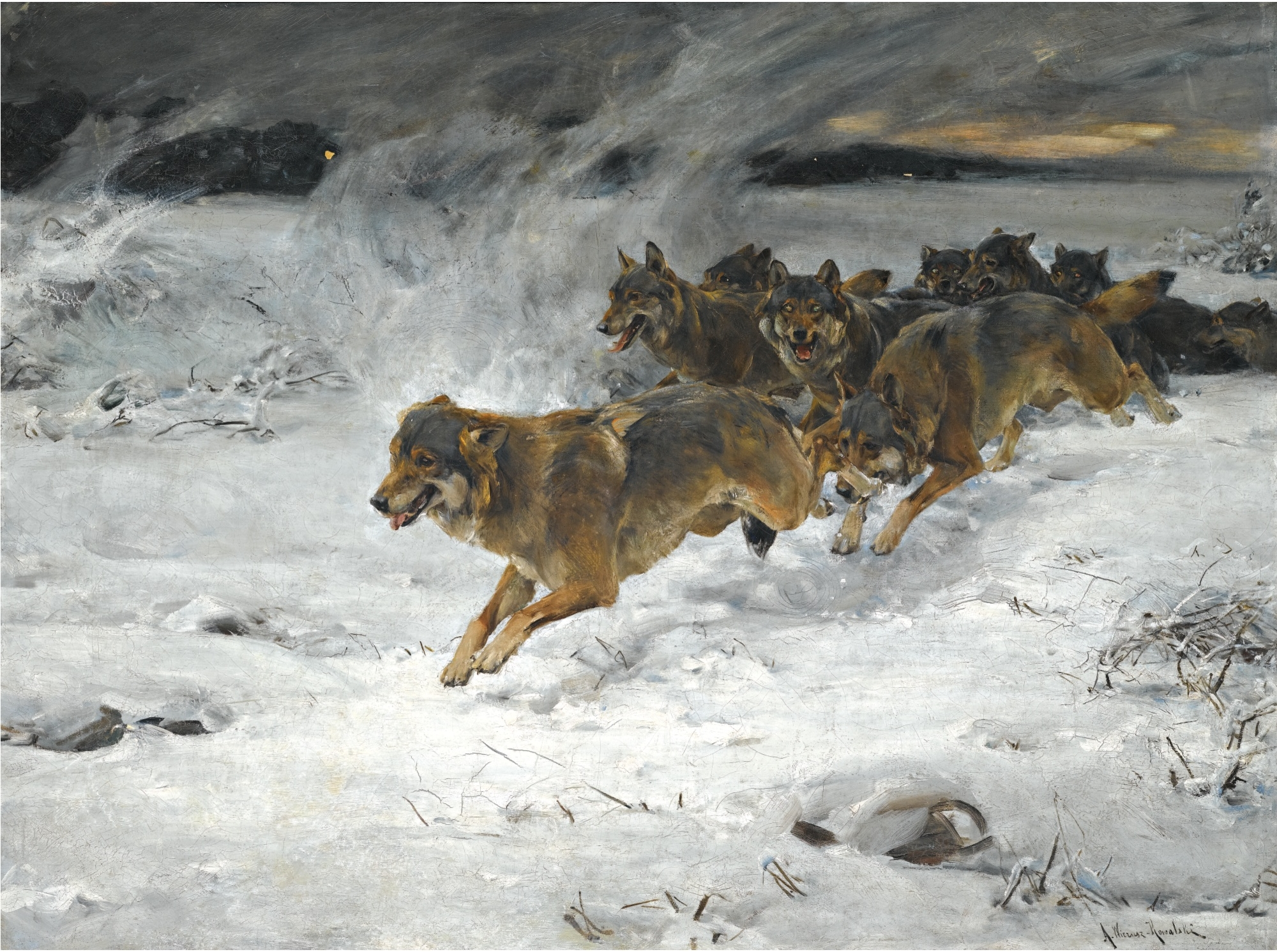
«Стая волков» Веруш-Ковальского

Картина написана маслом на холсте, а её размеры составляют 35 × 45 см.
В центре полотна на переднем плане лежит одетый в белый китель «кракусов» (полка добровольческой кавалерии армии Герцогства Варшавского, созданного в 1812 году, и воссозданного в 1831 году во время ноябрьского восстания в Царстве Польском) поляк, зажавший в мёртвой руке эфес своего бессильного оружия — обломок солдатского палаша. Он был участником ноябрьского восстания, подавленного русской армией, и символизирует жертву, понесённую польским народом в борьбе за свободу своей родины. На груди поверженного повстанца распростёр крылья чёрный орел с цепью регалий на шее, воплощающий Российскую империю, растоптавшую независимость Польши. Задний фон полотна делится на две части. На левой стороне трагическое настоящее: пожарище, разрушения, вызванные боевыми действиями против повстанцев, бегущие от всадников люди, олицетворяющие поражение поляков. На правой стороне — пышущее верой и надеждой мирное голубое небо, на фоне которого видны польские кавалеристы, одетые так же, как их убитый товарищ, и символизирующие что борьба ещё не окончена и Польша добьётся независимости в будущем.
Тема картины соотносится с древнегреческим мифом о Прометее. По велению Зевса за помощь греческому народу он был прикован к скале в горах Кавказа, к которой каждый день прилетал орёл и клевал его печень. По замыслу Верне, изображённый на его картине солдат является польским Прометеем, борцом за свободу. В отличие от многих польских художников, использовавших более тонкие метафорические приёмы и одновременно реалистичное изображение страданий своего народа (например, как преследуемого рыскающими волками в снежную бурю на картине Альфреда Веруш-Ковальского), Верне избрал аллегорически-пафосную стилистику, определённую критиком, писавшим, что «иногда Польша представляется [художниками], как могучий человек, упавший поверженным на лед, с орлом, выклёвывающим его жизненно важные органы».

## Судьба
В 1950 году некая миссис Луиза Сен-Морис передала картину в дар Польской библиотеке в Париже, где она и находится в настоящее время. Работа практически неизвестна широкому зрителю и даже не упоминается в обширных монографиях нескольких критиков о полотнах Верне.